# Jimmy Ellis (Boxer)
Jimmy Ellis (* 24. Februar 1940 in Louisville, Kentucky; † 6. Mai 2014 ebenda) war ein US-amerikanischer Schwergewichtsboxer und WBA-Weltmeister.

## Karriere
Ellis begann seine Karriere 1961 im Mittelgewicht. In dieser Gewichtsklasse hatte er jedoch wenig Erfolg und musste schnell fünf Niederlagen einstecken, unter anderem verlor er 1964 gegen Rubin Carter.
Daraufhin entschloss er sich, in das Schwergewicht zu wechseln. 1967 wurden Muhammad Ali seine Weltmeistertitel aberkannt. Daraufhin veranstaltete die WBA ein Ausscheidungsturnier, um den Weltmeister des Verbandes zu ermitteln. Ellis wurde dazu eingeladen, weitere Teilnehmer waren Leotis Martin, Óscar Bonavena, Karl Mildenberger, Jerry Quarry, Floyd Patterson, Thad Spencer und Ernie Terrell.
Ellis traf auf Martin und gewann den Kampf am 5. August 1967 überraschend vorzeitig. Sein nächster Gegner war nun am 2. Dezember 1967 Óscar Bonavena, der zuvor Mildenberger besiegte. Ellis gelang ein Punktsieg nach zwölf Runden und damit die Qualifikation für den Kampf um den vakanten WBA-Titel am 27. April 1968 gegen Jerry Quarry. Auch gegen Quarry konnte er sich durch einen Punktsieg durchsetzen. Der neue WBA-Weltmeister hieß Jimmy Ellis.
Seine erste Titelverteidigung fand in Schweden gegen Floyd Patterson statt, wieder gewann er, allerdings umstritten, nach Punkten. Als Nächstes sollten nun die Schwergewichtstitel wieder vereint werden. Der WBC-Titelträger war mittlerweile Joe Frazier.
In diesem Kampf am 16. Februar 1970 war Ellis jedoch chancenlos. In der vierten Runde musste er zwei Mal zu Boden, gab schließlich in der Rundenpause auf und verlor somit seinen Titel.
Im Mai 1971 gewann er gegen George Chuvalo, unterlag dann zwei Monate später jedoch gegen Muhammad Ali. 1973 verlor er gegen Earnie Shavers durch einen Erstrunden-K.-o. In der Folge musste er weitere Niederlagen gegen Ron Lyle, Joe Bugner und erneut Frazier einstecken, so dass Ellis schließlich 1975 seine Karriere beendete.